# Arsène Darmesteter

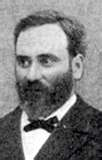
Arsène Darmesteter

Arsène Darmesteter (* 5. Januar 1846 in Château-Salins, Département Meurthe; † 16. November 1888 in Paris) war ein französischer Romanist, Sprachwissenschaftler und Lexikograf.

## Leben und Werk
Darmesteter entstammte einer jüdischen Familie aus Lothringen, die im 18. Jahrhundert aus Darmstadt emigriert war. Darmesteter ist die französierte Form von „Darmstädter“. Die Familie mütterlicherseits stammte aus Polen, seine Mutter Rosalie Brandeis war die Tochter eines Offiziers in der Armee Napoleons. Die Familie zog 1852 in den Pariser Marais. Arsène Darmesteter entdeckte in der Talmudschule einen Text aus dem 11. Jahrhundert (des Rabbi Raschi von Troyes), was sein Interesse an der Mediävistik weckte. Zunächst bereitete er sich am israelitischen Seminar auf das Rabbinat vor. Nach der Licence-ès-lettres, die er schon mit 18 Jahren abschloss, wandte er sich jedoch vom orthodoxen Judentum ab und der wissenschaftlichen Bibelkritik zu.
Ab 1865 studierte er Philologie an der École des Chartes und ab 1868 bei Gaston Paris an der École pratique des hautes études. Dort war er von 1872 bis 1877 Repetitor. 1874 publizierte er einen Traité de la formation des mots dans la langue française, comparée aux autres langues romanes et au latin (2. Auflage 1894). 1877 verteidigte er die beiden Thèses de doctorat De la création actuelle de mots nouveaux dans la langue française et des lois qui la régissent (Nachdruck Genf 1972), sowie De Floovante, vetustiore gallico poemate et de Merovingo cyclo, scripsit et adjecit nunc primum edita Olavianam Flovents sagae versionem et excerpta e Parisiensi codice “il libro de Fioravante”.
Im selben Jahr wurde er Maître de conférences für französische Sprache und Literatur des Mittelalters an der geisteswissenschaftlichen Fakultät zu Paris (Sorbonne), ab 1883 hatte er dort einen eigenen Lehrstuhl für mittelalterliche französische Literatur und die Geschichte der französischen Sprache. Daneben lehrte er ab 1881 Grammatik an der École normale supérieure de jeunes filles in Sèvres und ab 1882 Französisch an der École Normale. 1887 publizierte er La Vie des mots étudiée dans leurs significations (zahlreiche Auflagen, Nachdruck Paris 1979), 1888 einen kurzen Text  La Question de la réforme orthographique.

Darmesteter heiratete 1877 die britische Porträtmalerin Helena Hartog, die Schwester des Mathematikers Numa Edward Hartog und des Chemikers und Pädagogen Philip Hartog. Sie nahm nach dem Tod ihres Mannes den Namen Héléna Arsène-Darmesteter an.
Nach seinem frühen Tod publizierten Ernest Muret und Léopold Sudre den Cours de grammaire historique de la langue française ihres Lehrers in 4 Bänden (1891–1897). Sein Bruder, der Orientalist  James Darmesteter,  publizierte nachgelassene Schriften,  seine Biographie (S. V-LXXII) und eine Bibliographie (S. LXXIII-LXXVI) unter dem Titel  Reliques scientifiques (2 Bde. 1890, aufgeteilt in jüdische, jüdisch-französische und französische Studien).

Der mit Adolphe Hatzfeld begonnene Dictionnaire général de la langue française du commencement du XVIIe siècle à nos jours, précédé d’un traité de la formation de la langue, in dem Darmesteter der historische Part zufiel, wurde von Hatzfeld zusammen mit Antoine Thomas beendet und von 1890 bis 1900 in 2 Bänden  veröffentlicht.

## Weitere Werke
- Le Talmud, Paris 1889 [geschrieben 1866, publiziert in einer Zeitschrift 1888],  (mit einem Vorwort von Moshé Catane, Paris 1991; 1997; 2003; 2005)
- (zusammen mit David Simon Blondheim [1884–1934]), Les Gloses françaises dans les Commentaires talmudiques de Raschi, Paris 1929